# Гюмюшхане (ил)
Гюмюшхане (тур. Gümüşhane) — ил на северо-востоке Турции.

## География
Ил Гюмюшхане Argyroupolis Αργυρούπολη (греч до 1912 года) граничит с илами: Гиресун на западе, Трабзон на севере, Байбурт на востоке, Эрзинджан на юге.
Понтийские горы.

## История
До 1912 года город назывался Аргируполис греч. Αργυρούπολη. Её греческое название происходит от двух греческих слов (Argyro = серебро, и полис = город). Другие названия, используемые для описания города были Argyropolis (Αργυρόπολις), Γκιμισχανά, и Κιουμουσχανά. До геноцидa греков в Турции (1914—1923), был процветающим шахтёрским городом. Около 840 г. н. э. Аргируполис был включён в новую Римской (Византийской) провинции Chaldia (Χαλδία). В годы османского санджак Аргируполис упал под управлением Трапезундского вилайета, и был разделён на 4 Казас, а именно: Argyroupolis, Торул (столица Ardassa), Cheriana, и Keltik.
Первые жители Argyroupolis поселились в регионе только после падения Трапезунда (1461) и город вскоре стал домом для шахтёров. Султан Мурад ΙΙΙ (1574—1595), похоже, предоставляются дополнительные льготы шахтерам и главный город процветал и вскоре стал центром эллинизма. В то время она составляла 60000 жителей. Его торговля росла и вся провинция Chaldia была на подъёме. Другой пример его развития было то, что они чеканились монеты с именем Kioumous-ханэ на них. Другим примером является урегулирование главный семей добыча там, таких как Sarasites, Karatsades, Stavracoglous, Kalimachidis, Grigorantons и другие. Были и более ювелирных магазинов открытия, а также более агиографии и других видов искусства в регионе.
Рост богатства и изобилия вскоре принесли положительные изменения в общинах. В 1650 году Аргирополис получает статус архиепархии, было построено сотни церквей и храмов. В 1723 году греческий центр достиг своего высшего процветания и образования. После были обнаружены новые шахты в Ак-Даг Maden и Argoni и город стал терять свой вес из-за оттока населения. Также в это время наступают тревожные времена турецко-греческого противостояния на национальной и религиозной почве. С началом русско-турецкой войны 1829—1930 гг. большинство жителей греческого населения в этом видят спасение от турецкого гнёта и бегут в Южную Россию, Месопотамию. Остальная часть спасшихся после геноцида который в общем унёс около 400 тысяч человек (1914—1923) годах, бегут в Грецию и поселяются в районе городе Науса. Прихватив с собой драгоценные предметы от церквей и библиотеки редких рукописей и книг. Эта коллекция Аргирополис используется до сих пор и считается ценным активом Науса.
20 июля 1916 года Аргирополис был занят русской армией. В то время была надежда для греков о восстановлении своего Понтийского государства, но российская армия в январе 1918 года покинула Турцию из-за революции. После достигнутого договора в 1923 году между Турцией и Грецией остатки греческого населения покинуло Аргирополис, тем самым в нём не осталось не одного православного грека.
В 1912 году в области Гюмюшхане (Келькит, Ширан, Торул и др.) проживали: турки — 87 871 чел.; греки — 59 748 чел.; армяне — 1718 чел.
Ссылка: An Ethnological Map Illustrating Hellenism in the Balkan Peninsula and Asia Minor, George Soteriadis 1918

## Население
Население — 186 953 жителей (2009).
Крупнейший город — Гюмюшхане (30 тыс. жителей в 2000 году).

## Административное деление

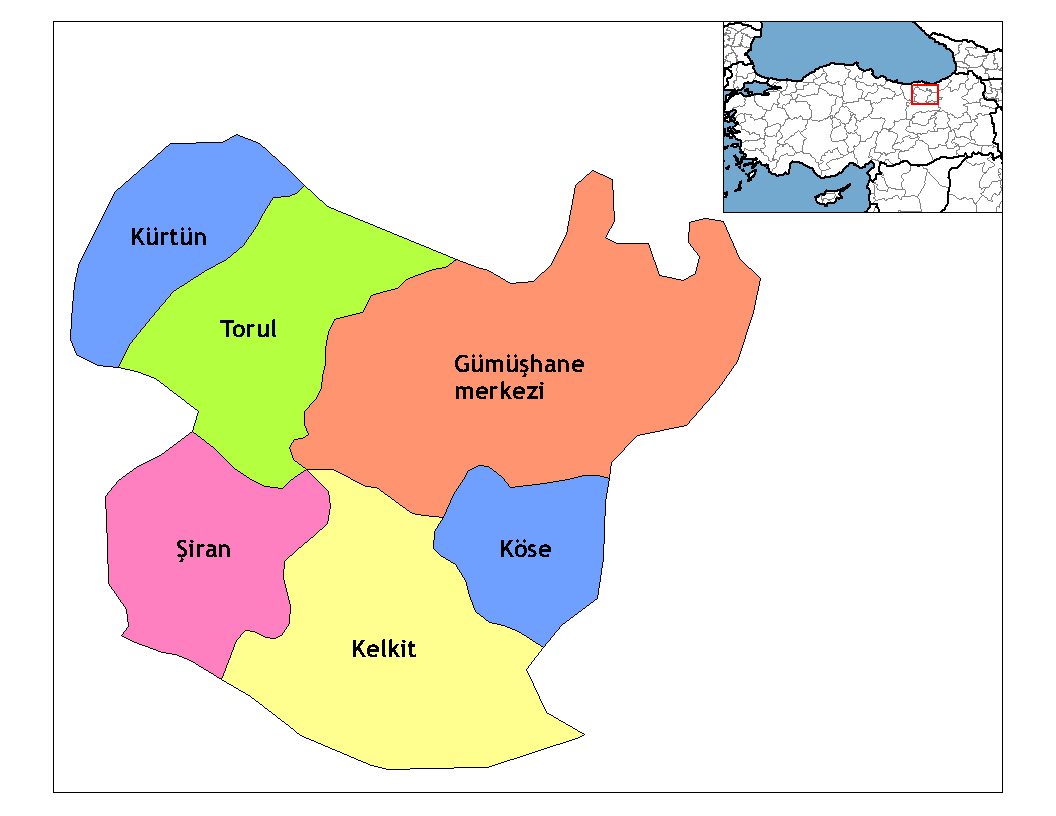

Ил Гюмюшхане делится на 6 районов:
1. Гюмюшхане (Gümüşhane)
2. Келькит (Kelkit)
3. Кёсе (Köse)
4. Кюртюн (Kürtün)
5. Ширан (Şiran)
6. Торул (Torul)